# José María de Orbe y Gaytán de Ayala
José María de Orbe y Gaytán de Ayala   (Bergara, 9 de desembre de 1848 - Astigarraga, 12 de juny de 1933), fou un militar i polític carlí espanyol,5è marquès de Valde-Espina, 1r vescomte d'Orbe (1848-1933). La seva carrera va culminar durant la presidència de l'autogovern provincial de Guipúscoa a la dècada de 1910, encara que se'l coneix principalment com a membre de l'emblemàtica dinastia basca Valde-Espina. A les files del partit va ascendir a líder provincial a Guipúscoa i va ser breument membre de l'executiva nacional carlina.

## Biografia
Va fer els seus primers estudis al Col·legi de Tívoli (Bordeus), dirigit per jesuïtes, i els de segon ensenyament a Madrid, Vergara i Pamplona, on es va graduar de batxiller el 1868, i el mateix any va emigrar a França, oferint els seus serveis al pretendent al tron Carles Lluís de Borbó i de Bragança, qui el va nomenar tinent de cavalleria. El 1870 va entrar a Espanya a les ordres del general carlí Eustaquio Diaz de Rada, però desbaratats els seus plans davant l'emboscada que, sota capa d'addicte, preparava als carlins el coronel de carrabiners Antonio Escoda, va tornar a refugiar-se a França. El 1872 va sortir de nou a campanya a les ordres del seu pare Juan Nepomuceno de Orbe y Mariaca, i va prendre part en les accions de Mañaria i Oñate, passant la frontera després del conveni d'Amorabieta.
L'any següent va tornar de nou a Espanya, assistint als combats de Marquina, Echevarría, Guernica, Sollube, Oñate, San Vicente, Peñacerrada i Eraul, i el 1784 va ser nomenat ajudant d'ordres de Carlos de Borbó, amb qui va assistir a les accions de Ibero, Las Campanas, setge d'Estella, Allo i Discastillo, Montejurra, i setge de Bilbao. El mateix any va acompanyar Na Margarita des de França fins a la caserna general de Carlos. Orbe i Gaytán d'Ayala també va lluitar als setges d'Irun i Guetaria i a la cèlebre batalla de Lácar on va aconseguir el grau de comandant. El 1876 va emigrar a França, i va acompanyar En Carlos fins a Londres, tornant més tard, dedicant-se assíduament als treballs d'organització i propaganda catòlic-monàrquica a les províncies de Biscaia i Guipúscoa. Pels mèrits contrets en el seu servei, va ascendir a tinent coronel i va ser agraciat amb la comanda de la reial i distingida ordre de Carles III, la creu del Mèrit Militar vermella, la medalla de plata de Carles VII i les de Montejurra i Somorrostro.
En tornar a Espanya va viure algun temps allunyat de la política activa. Fou diputat provincial de Biscaia i alcalde de les viles d'Ermua (Biscaia) i Astigarraga (Guipúscoa) per espai d'onze anys d'encertat govern, i el 1911 fou president de la Diputació de Guipúscoa i el 1919 representava a la mateixa corporació el districte de Irún, encaminant tots els seus esforços per reintegrar les Províncies Vascongadas en el règim autonòmic.
Va morir el 1933 a Astigarraga, al palau de Murguía, propietat ancestral de la seva família. Va tenir quatre filles i tres fills.